# Bienwaldschwemmfächer
Bienwaldschwemmfächer este o arie protejată (arie specială de conservare — SAC, sit de importanță comunitară — SCI) din Germania întinsă pe o suprafață de 13.553 ha, integral pe uscat.

## Localizare
Centrul sitului Bienwaldschwemmfächer este situat la coordonatele 49°02′01″N 8°09′10″E / 49.0336°N 8.1528°E.

## Înființare
Situl Bienwaldschwemmfächer a fost declarat sit de importanță comunitară în mai 2004 pentru a proteja 1 specie de plante și 46 de specii de animale. Situl a fost protejat și ca arie specială de conservare în octombrie 2005.

## Biodiversitate
Situată în ecoregiunea continentală, aria protejată conține 19 habitate naturale: Vegetație psamofilă uscată cu pășuni deschise de Corynephorus și Agrostis, Ape puternic oligomezotrofe cu vegetație bentonică cu Chara spp., Lacuri eutrofice naturale cu vegetație de tip Magnopotamion sau Hydrocharition, Cursuri de apă de la nivel de câmpie la nivel montan, cu vegetație Ranunculion fluitantis și Callitricho-Batrachion, Pajiști uscate seminaturale și facies de acoperire cu tufișuri pe substraturi calcaroase (Festuco-Brometalia) (* situri importante pentru orhidee), Formațiuni ierboase bogate în specii de Nardus, dezvoltate pe substraturi silicioase în zone montane (și în zone submontane, în Europa continentală), Pajiști cu Molinia pe soluri calcaroase, turboase sau argilos-nămoloase (Molinion caeruleae), Liziere de ierburi înalte hidrofile de câmpie și de nivel montan până la alpin, Pajiști aluvionare inundabile, de Cnidion dubii, Fânețe de joasă altitudine (Alopecurus pratensis, Sanguisorba officinalis), Mlaștini turboase de tranziție și turbării mișcătoare, Mlaștini alcaline, Păduri de fag Luzulo-Fagetum, Păduri de fag Asperulo-Fagetum, Păduri de stejar sau de stejar și carpen sub-atlantice și medio-europene de Carpinion betuli, Păduri de stejar și carpen Galio-Carpinetum, Păduri acidofile de stejar bătrân cu Quercus robur pe câmpii nisipoase, Mlaștini împădurite, Păduri aluvionare cu Alnus glutinosa și Fraxinus excelsior (Alno-Padion, Alnion incanae, Salicion albae).
La baza desemnării sitului se află mai multe specii protejate:
- plante (1): mușchi (Dicranum viride)
- păsări (27): uliu porumbar (Accipiter gentilis gentilis), uliu păsărar (Accipiter nisus nisus), fluierar de munte (Actitis hypoleucos), pescăruș albastru (Alcedo atthis), fâsă de luncă (Anthus pratensis), Ardea cinerea cinerea, caprimulg (Caprimulgus europaeus), Charadrius dubius curonicus, barză albă (Ciconia ciconia ciconia), erete de stuf (Circus aeruginosus), porumbel de scorbură (Columba oenas), cristeiul de câmp (Crex crex), ciocănitoarea de stejar (Dendrocopos medius), ciocănitoare pestriță mică (Dendrocopos minor), ciocănitoare neagră (Dryocopus martius), șoimul rândunelelor (Falco subbuteo), becațină comună (Gallinago gallinago), frunzăriță galbenă (Hippolais icterina), capîntortură (Jynx torquilla), sfrâncioc roșiatic (Lanius collurio), ciocârlie de pădure (Lullula arborea), presură sură (Miliaria calandra), grangur (Oriolus oriolus), viespar (Pernis apivorus), mărăcinar (Saxicola rubetra), mărăcinar negru (Saxicola torquatus), nagâț (Vanellus vanellus)
- amfibieni (2): izvoraș-cu-burta-galbenă (Bombina variegata), triton cu creastă (Triturus cristatus)
- mamifere (3): liliac cu urechi mari (Myotis bechsteinii), liliac cărămiziu (Myotis emarginatus), liliac comun (Myotis myotis)
- nevertebrate (11): croitorul mare al stejarului (Cerambyx cerdo), Coenagrion mercuriale, Coenagrion ornatum, Euplagia quadripunctaria, rădașcă (Lucanus cervus), fluturele purpuriu (Lycaena dispar), phengaris nausithous (Maculinea nausithous), Maculinea teleius, Ophiogomphus cecilia, Osmoderma eremita Complex, Unio crassus
- pești (3): cicar (Lampetra planeri), țipar (Misgurnus fossilis), boarță (Rhodeus amarus)

Pe lângă speciile protejate, pe teritoriul sitului au mai fost identificate 26 de specii de plante, 2 specii de păsări, 4 specii de amfibieni, 2 specii de mamifere, 56 de specii de nevertebrate, 1 specie de pești, 2 specii de reptile.